# Erodium chrysanthum
Erodium chrysanthum är en näveväxtart som beskrevs av L'hér. och Dc.. Erodium chrysanthum ingår i släktet skatnävor, och familjen näveväxter. Inga underarter finns listade i Catalogue of Life.